# لووین (میسیسیپی)
لووین (به انگلیسی: Louin) شهرکی در ایالت میسیسیپی کشور ایالات متحده آمریکا است که جمعیت آن در سرشماری سال ۲۰۱۰ میلادی، ۲۷۷
نفر بوده‌است.